# Kunheim
Kunheim es una localidad y comuna francesa, situada en el departamento de Alto Rin, en la región de Alsacia.

## Localidades hermanadas
- Casteljaloux,  Francia

## Demografía
| 600 | 752 | 1035 | 1179 | 1313 | 1569 |
| Para los censos de 1962 a 1999 la población legal corresponde a la población sin duplicidades (Fuente: INSEE [Consultar]) |     |      |      |      |      |